# Один король — одна Франція
«Один король — одна Франція» (фр. Un peuple et son roi) — французько-бельгійський історичний фільм-драма 2018 року, поставлений режисером П'єром Шоллером з Гаспаром Ульєлем, Адель Енель та Луї Гаррелем у головних ролях. Світова прем'єра стрічки відбулася 7 вересня 2018 року в рамках позаконкурсної програми 75-го Венеційського кінофестивалю. У 2019 році фільм було номіновано в 2-х категоріях на здобуття французької національної кінопремії «Сезар».
Прем'єра фільму в Україні відбулася 31 січня 2018 року в рамках 14-го фестивалю «Вечори французького кіно», організованого Посольством Франції в Україні, Французьким інститутом в Україні та компанією Артхаус Трафік. Вихід стрічки в широкий український прокат запланований на 4 квітня 2019 року.

## Сюжет
Париж, 1789 рік. Бастилію було взято штурмом і подих свободи шириться вулицями французької столиці. Франсуаза (Адель Енель), молода праля, і Базіль (Гаспар Ульєль), «без роду та племені», перебувають у стані унікального сп'яніння від кохання і революції. Разом зі своїми друзями і робітничим людом Парижа вони починають реалізовувати мрію про емансипації у новостворених установчих зборах, де, як з надіями, так і з сумнівами, беруть участь у створенні нової політичної системи. Їхні дебати і бунти на вулицях вирішують долю колись святого для них короля і народження Республіки.

## У ролях
| • Гаспар Ульєль     | … | Базіль                        |
| • Адель Енель       | … | Франсуаза                     |
| • Олів'є Гурме      | … | дядько                        |
| • Луї Гаррель       | … | Максиміліан Робесп'єр         |
| • Ізя Іжлен         | … | Марго                         |
| • Ноемі Львовскі    | … | Соланж, дружина дядька        |
| • Селін Саллетт     | … | Рейне Ауду                    |
| • Дені Лаван        | … | Жан-Поль Марат                |
| • Жоан Ліберо       | … | Тонен                         |
| • Анджей Хира       | … | Клаудіуш Францишек Лазовський |
| • Джулія Артамонов  | … | Полін Леон                    |
| • Лоран Лафітт      | … | Людовик XVI                   |
| • Стефан Де Гродт   | … | священик Норбер Прессак       |
| • Нільс Шнайдер     | … | Сен-Жуст                      |
| • Луї-До де Ланкесе | … | Людовик XIV                   |
| • Патрік Прежан     | … | Генріх IV                     |
| • Серж Мерлен       | … | Людовик XI                    |
| • Маєлія Жантіль    | … | Марія-Антуанетта              |
| • Люсіль Дюран      | … | мадам Елізабет                |
| • Фредерік Норбер   | … | єпископ Лангрський            |

## Знімальна група
- Автор сценарію — П'єр Шоллер
- Режисер-постановник — П'єр Шоллер
- Продюсер — Деніс Фрейд
- Оператор — Жульєн Ірш
- Композитор — Філіпп Шоллер
- Монтаж — Лоранс Бріо
- Художник-постановник — Тьєррі Франсуа
- Художник-костюмер — Анаїс Ромон
- Художник-декоратор — Елен Рей
- Звук — Жан-П'єр Дюре

## Нагороди та номінації
| Список нагород та номінацій              | Список нагород та номінацій | Список нагород та номінацій | Список нагород та номінацій | Список нагород та номінацій | Список нагород та номінацій |
| Кінофестиваль/Кінопремія                 | Рік                         | Категорія                   | Номінант(и)                 | Результат                   | Дж                          |
| ---------------------------------------- | --------------------------- | --------------------------- | --------------------------- | --------------------------- | --------------------------- |
| Міжнародний кінофестиваль «Кіно на морі» | 2018                        | Приз TV5Monde               | Один король — одна Франція  | Номінація                   |                             |
| Премія «Люм'єр»                          | 04.02.2019                  | Найкращий кінооператор      | Жульєн Ірш                  | Номінація                   |                             |
| Премія «Сезар»                           | 22.02.2019                  | Найкращі декорації          | Тьєррі Франсуа              | Номінація                   | [ 3 ]                       |
| Премія «Сезар»                           | 22.02.2019                  | Найкращий дизайн костюмів   | Анаїс Ромон                 | Номінація                   | [ 3 ]                       |